# Sakura Motoki
Pour les articles homonymes, voir Motoki.
Sakura Motoki (元木咲良, Motoki Sakura), née le 20 février 2002 à Wakō, est une lutteuse japonaise. Elle est championne olympique en -62 kg en 2024.

## Carrière
Lors des Jeux de Paris en 2024, Sakura Motoki remporte la sixième médaille d'or du Japon en lutte en remportant sa finale des moins de 62 kg face à l'Ukrainienne Iryna Koliadenko.

## Palmarès
| Date | Compétition           | Lieu     | Place | Cat.   |
| ---- | --------------------- | -------- | ----- | ------ |
| 2022 | Championnats du monde | Belgrade | 3e    | -62 kg |
| 2023 | Championnats du monde | Belgrade | 2e    | -62 kg |
| 2024 | Championnats d'Asie   | Bichkek  | 2e    | -62 kg |
| 2024 | Jeux olympiques       | Paris    | 1re   | -62 kg |